# Agrostis sanctacruzensis
Agrostis sanctacruzensis é uma espécie de gramínea do gênero Agrostis, pertencente à família Poaceae.